# Juan Miller
Juan Miller (Elgin, Escocia; 1788-Cañuelas, Argentina; 1843) fue un terrateniente escocés afincado en Argentina, notable por haber introducido la raza de ganado Shorthorn en dicho país sudamericano.
Juan Miller nació en el pueblo de Elgin, norte de Escocia, hijo de John Miller y Margaret Grenlan. Llegó en 1809 al Puerto de Buenos Aires. En 1812 se casó con María Dolores Balbastro, obteniendo la ciudadanía argentina, entregada por el gobierno.
En 1824 creó en Cañuelas la estancia "La Caledonia", en homenaje a su patria natal. Cabe destacar que Caledonia era el nombre en latín dado por los romanos a Escocia. En dicha estancia sucedió el Pacto de Cañuelas y el perfeccionamiento de la raza vacuna argentina.
Juan Miller murió en 1843 en la Caledonia.